# Давид (Махаффи)
Епи́скоп Дави́д (англ. Bishop David, в миру Стерри Дэвид Махаффи младший, англ. Sterry David Mahaffey Jr.; 25 мая 1952, Алтуна, штат Пенсильвания — 27 ноября 2020, Индианаполис) — архиерей Православной церкви в Америке, архиепископ Ситкинский и Аляскинский.

## Биография
Родился 25 мая 1952 года в Алтуне, штат Пенсильвания. Крещён 14 декабря того же года в Объединённой методистской церкви. Активно участвовал в молодежной деятельности и в конце концов стал служителем-мирянином (lay minister). После окончания средней школы он работал на различных работах в течение более двух десятилетий, пока полностью не посвятил себя церковному служению.
В это время он также учился в Пенсильванском Университете Индианы в течение двух лет (1970—1972) и познакомился с Карен Илэйн Метерко, на которой женился 5 мая 1973 года в церкви Святого Петра и Павла в Юри, штат Пенсильвания. Поначалу молодая пара каждое воскресенье посещала как методистские, так и православные службы. Вскоре Дэвида Махаффи потянуло к изучению православной веры, и после посещения паломничества в День памяти в 1975 году в Свято-Тихоновском монастыре он решил искать возможности перейти в православие. 16 ноября 1975 года в приходе его жены, где состоялась их свадьба, священник Рафаил Роздильский принял его в православие через миропомазание.
Вскоре он поступил в программу поздних призваний Архиепархии Питтсбурга и Западной Пенсильвании, которую окончил в 1980 году. Перед тем как покинуть Питтсбургский престол, когда он был избран предстоятелем ПЦА в 1977 году, епископ Феодосий (Лазор) совершил пострижение Дэвида Махаффи в чтецы. 12 апреля 1981 года епископ Питтсбургский Кирилл (Йончев) возвёл его в сан иподиакона, а затем рукоположил в сан диакона. Диакон Давид служил в различных приходах, помогая священникам, или сопровождал епископа в архипастырских поездках по всей епархии. Иногда епископ посылал его одного служить мирским чином в приходах, где не было священника.
В 1992 году решил оставить светскую работу и поступил учиться в Свято-Тихоновскую православную духовную семинарию. Продав свой дом, его жена и четверо детей прожили с родителями целый год, пока диакон Давид учился в семинарии. Семья воссоединилась, когда 31 июля 1993 года архиепископ Кирилл рукоположил диакона Давида в сан священника и назначил его служить в церкви Святого Михаила в Олд-Форже, штат Пенсильвания. Окончив с отличием семинарию в 1997 году, он был назначен настоятелем прихода и оставался в данном качестве до 2006 года. Не ограничиваясь дипломом духовной семинарии, поступил в Университета Скрэнтона, получив две степени бакалавра, magna cum laude, в области теологии и философии (2003) и степень магистра теологии (2005). В 2006 году был переведён в Троицкий храм Поттстауна, штат Пенсильвания.
В 2007 году потерял жену, которая умерла от рака. В 2009 году переведён настоятелем Никольского храма в Бетлеэме, штат Пенсильвания.
Служил аспирантом-ассистентом на богословском факультете Скрэнтонского университета, адъюнкт-лектором в Свято-Тихоновской семинарии в Саут-Кэйнане и адъюнкт-лектором по богословию и философии в Алвернийском университете в Мэлроуз-Парке, Филадельфия. Занимал различные посты в Филадельфийской епархии, включая служение благочинного Филадельфийского округа.
В 2009 году рассматривался в качестве кандидата на замещение Епархии Нью-Йорка и Нью-Джерси, но большинство голосов получил священник Михаил Дахулич. В 2010 году рассматривался в качестве кандидата на замещение Епархии Среднего Запада, но большинство голосов получил иеромонах Матфий (Моряк).
15 сентября 2012 года на собрании делегатов Аляскинской епархии был выдвинут кандидатом на замещение этой кафедры.
23 сентября 2012 года архиепископом Тихоном (Моллардом) в Свято-Тихоновском монастыре пострижен в рясофор без смены имени.
9-11 октября того же года Синод Православной церкви в Америке утвердил его кандидатуру.
31 марта 2013 года в Воскресенском соборе в Кадьяке архиепископ Вениамин (Питерсон) возвёл иеромонаха Давида в сан архимандрита.
16 октября 2013 года представлен и избран, членами Священного синода ПЦА, на вакантную Ситкинскую и Аляскинскую кафедру.
21 февраля 2014 года в Соборе святого Иннокентия в Анкоридже хиротонисан во епископа Ситкинского и Аляскинского. Хиротонию совершили: Митрополит всея Америки и Канады Тихон, архиепископ Вениамин (Питерсон), епископ Михаил (Дахулич), епископ Ириней (Дувля) и епископ Ириней (Рошон).
Старался по возможности объехать все сельские приходы. Одним из приоритетов для него было обеспечение того, чтобы духовенство на Аляске находило время для супругов и семей, так как ранее женатое духовенство иногда ощущало конфликт между своей приверженностью церкви и приверженностью семье.
7 мая 2019 года был возведён в достоинство архиепископа.
Скончался 28 ноября 2020 года от онкологического заболевания почки, диагностированного два месяца до этого. 1 декабря 2020 года Митрополит Тихон совершил отпевание новопреставленного архиепископа Давида в Свято-Троицком храме Уилкс-Барре, штат Пенсильвания.